# Морозник чёрный
Моро́зник чёрный (лат. Helléborus níger) — многолетнее травянистое растение, типовой вид рода Морозник (Helleborus) семейства Лютиковые (Ranunculaceae). Морозники чёрные ценятся за раннее цветение, хотя в культуру они были введены благодаря лекарственным свойствам.
От других вид отличается расположением цветка — он смотрит почти что вверх, а не поникает, как у большинства морозников. При этом даже в Западной Европе и Англии он считается не самым простым в культуре, так как требует очень рыхлой и богатой почвы и может поражаться улитками и слизнями.

## Название
Происхождение латинского названия рода Helléborus имеет две версии. По одной из них, его связывают с названием реки Геллеборус, на берегах которой оно встречалось, по другой – с глаголом helen с др.-греч. — «убивать» и bora с др.-греч. — «пища», т. е. буквально — «убивающая пища», что указывает на его ядовитость.
Русское название «морозник» связано с тем, что он цветет ранней весной, ещё при заморозках. Академик П. С. Паллас, изучая в конце XVIII в. флору России, встретив это растение, удивился его выносливости и дал ему это название. В народе его ещё называют зимовник.
Видовой эпитет níger с лат. — «чёрный» морозник получил из-за коричневато-чёрного цвета корней. По другому предположению, это могло быть от Чёрной чумы, потому что припарки, сделанные из его корней, прикладывали к надрезанным бубонам заразившихся. Одно из многочисленных немецких названий чёрного морозника нем. Schwarzer Nieswurz, или «чёрный чихающий корень», возможно, потому что чихание часто было первым признаком страшной инфекции.
Его часто называют «Рождественская роза» (англ. Christrose, дат. Julerose) или «снежная роза» или «зимняя роза» (дат. Vinterrose), что связано с тем, что в европейских странах он цветёт зимой, как раз на Рождество. В феврале-марте эти же растения иногда продаются под названием «Пасхальная роза» (дат. Påskekose) или «Пасхальный колокольчик» (дат. Påskeklokke).

## Ботаническое описание
Морозник чёрный — многолетнее травянистое растение с корневищем.

### Вегетативная система
Корневище тёмно-коричневое, растёт почти вертикально. 

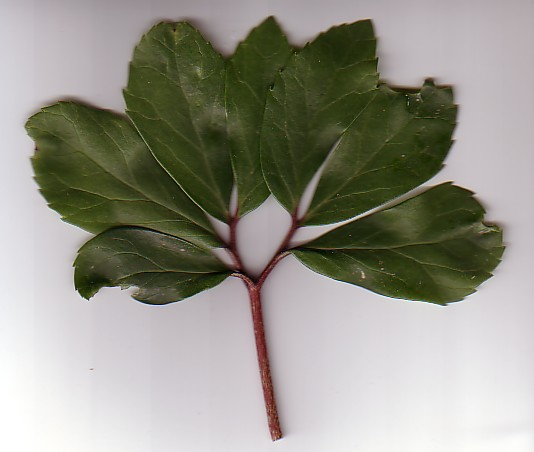
Лист морозника — стоповидный: черешок разделяется надвое и образует две «ветви» пальчато-рассечённого листа.

Прикорневые листья на длинных черешках, нередко перезимовывающие, эффектно тёмно-зелёные или сизовато-зелёные, кожистые, голые. Листья стоповидные — серповидно рассечённы на продолговато-ланцетовидные доли. Близ верхушки доли имеют пильчатый край.
Цветочный стебель крепкий, мясистый, безлистный, прямой, округлый, зеленоватый, внизу часто с красным оттенком, до 20 см в высоту.

### Генеративная система

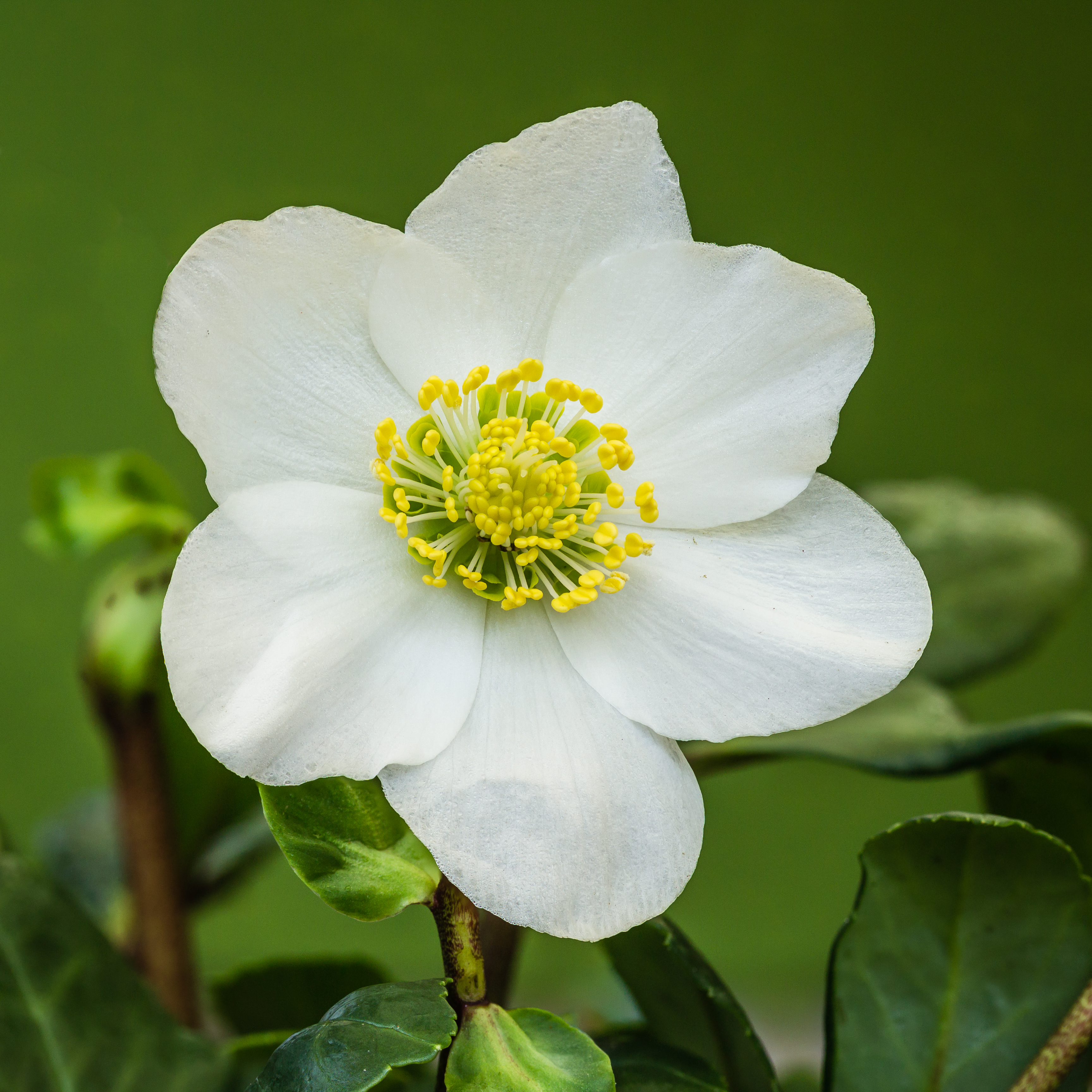
Цветок с шестью лепестками, обычно их пять штук

Цветок верхушечный, обычно одиночный, реже имеются 2—3 цветка на одном стебле. Цветки обоеполые, самоопылению препятствует протогиния.
Прицветников два, простые, яйцевидной формы, бледно-зеленые, со слабым пурпурным оттенком.
Околоцветник цветка 5—8 см в диаметре, разделён на 5 долей, белого цвета, с возрастом нередко розовеющий, в основании долей обычно зеленоватый. Кончики лепестков могут быть розовыми или зелёными, а центральная выступающая часть жёлтого цвета.
Тычинки расположены на толстом торусе по спирали: нити цилиндрические, белые: пыльники жёлтые, аднатные, продолговатые, тупые, открывающиеся продольно. Пестиков около 6 или 7: завязи сжатые, килеватые, объединенные у основания в короткий толстый столбик: рыльца слегка изогнутые, белые, впоследствии меняющиеся на бледно-фиолетовые: рыльце маленькое, крутое, папиллозное.  

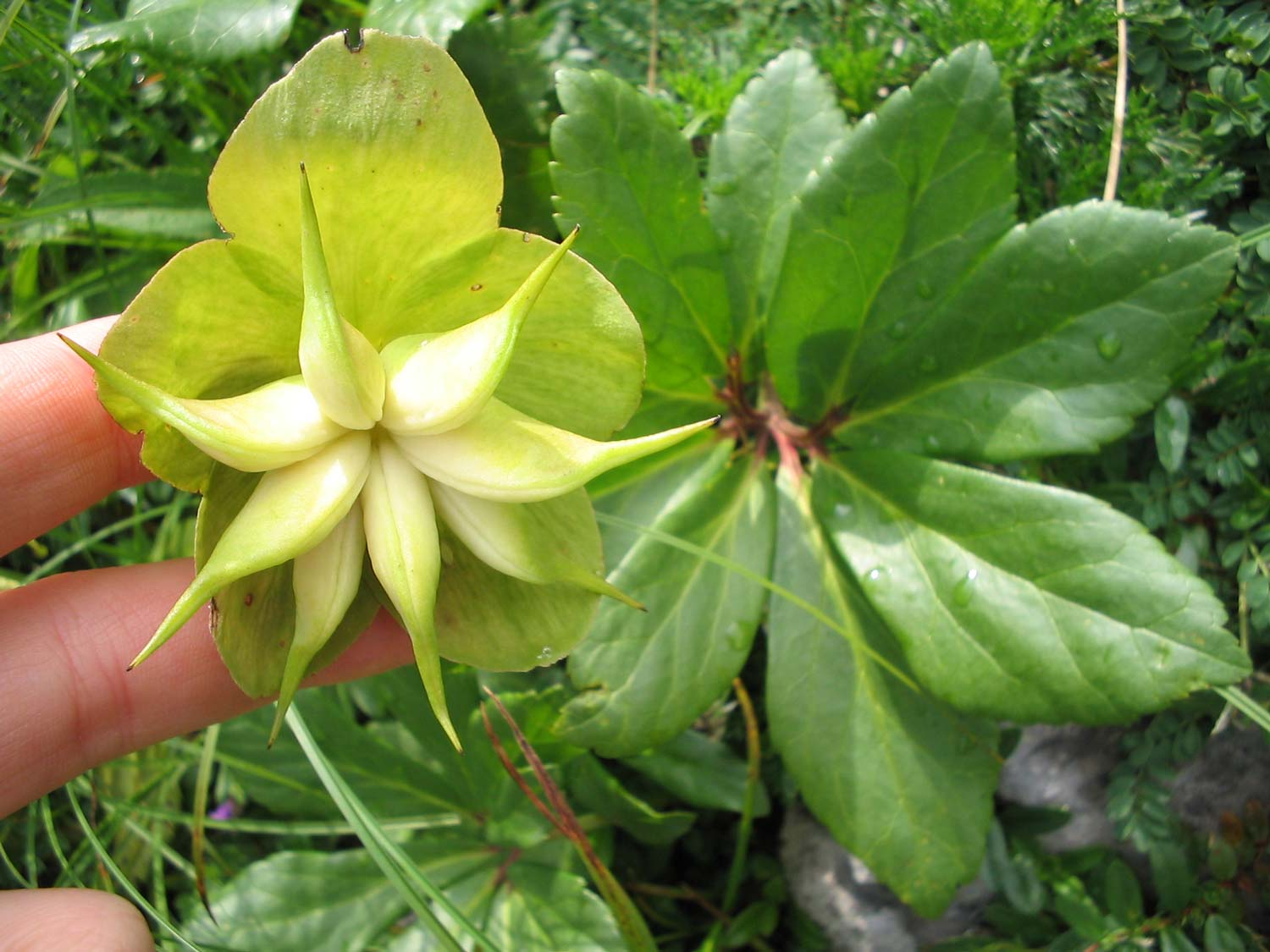
Соплодие

Соплодие из 5—8 сросшихся в основании листовок, в каждой из которых содержится по нескольку семян.
Семя 3,5–5 мм длиной, 1,8–2,5 мм шириной, 1–1,6 мм толщиной, косо-яйцевидное или бобовидное, слегка уплощенное с одним прямым ребром, на котором находится кожистый присемянник. В 1 г до 70 семян.
Число хромосом 2n = 32.
Самое обычное время цветения в условиях Европы — с декабря до февраля, однако время цветения значительно зависит от погодных условий.
Обладает высокой морозоустойчивостью (до −35 °C). В культуре известны гибриды морозника чёрного с менее морозостойкими видами, например Н. nigercors и  Н. nigristern. Весьма вероятно, что они окажутся чувствительными к морозам Средней России.

## Экология
Морозник чёрный — гемикриптофит.

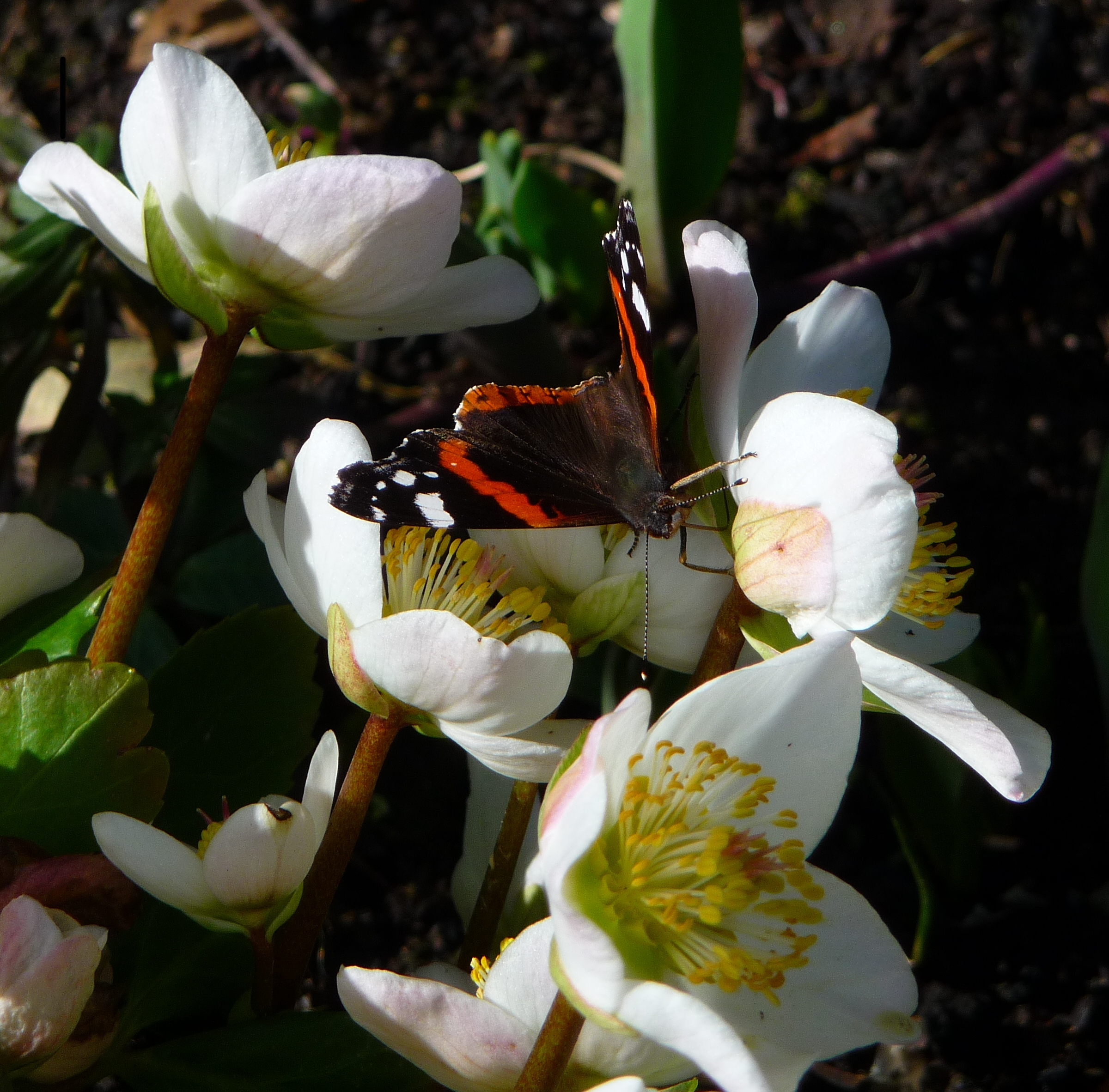
Раннее кормовое растение для бабочек, на данном фото – адмирал

Протогинный чашечный цветок опыляется в основном пчёлами, шмелями и мотыльками, а также насекомыми, питающимися пыльцой. Душистые нектарники поглощают ультрафиолетовый свет, в отличие от околоцветника, привлекая насекомых, видящих в уф-диапазоне, особенно пчёл и шмелей.
Из-за очень раннего периода цветения опыление насекомыми не всегда гарантировано. Этот недостаток морозник компенсирует тем, что рыльца очень долго остаётся фертильной и в худшем случае могут также поглощать собственную пыльцу для самоопыления (автогамия).
Поскольку старые листья отмирают при раскрытии цветков, листочки околоцветника после успешного оплодотворения образуют хлоропласты и берут на себя фотосинтез. Способность к фотосинтезу может составлять треть полностью выросших листьев и, таким образом, это позволяет сформировать плоды. Только после того, как плоды созреют, вырастают новые листья.
Семена распространяются главным образом муравьями через жировой придаток, улитки также способствуют распространению.

## Ареал и места обитания

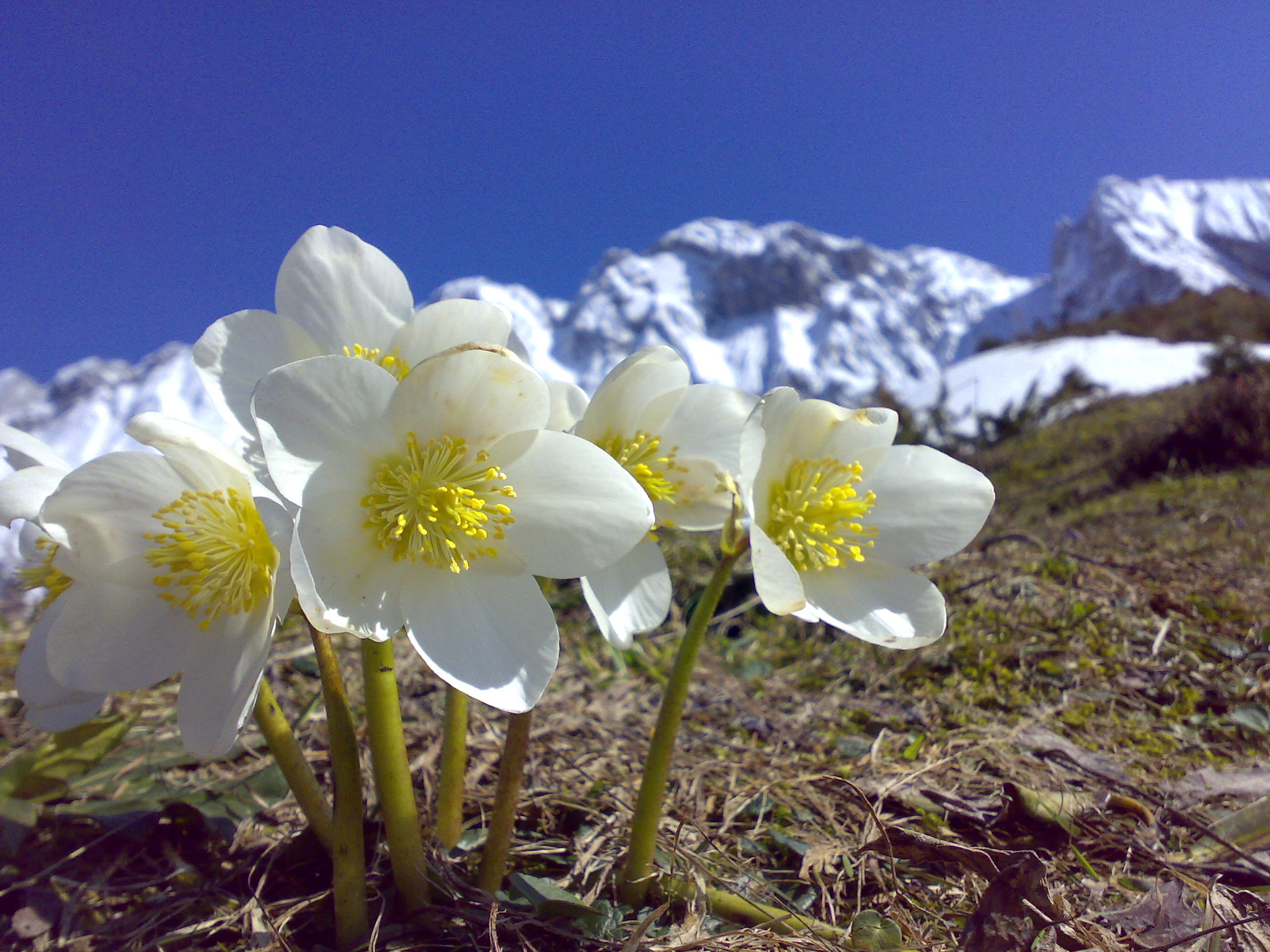
Кайзеровские горы (Тироль)

Морозник чёрный в природе произрастает в Альпах. Встречается в горных лесах от Югославии до южной Германии.
Область естественного распространения включает восточные северные и южные Альпы на запад до Форарльберга. Кроме того широко распространен в Апеннинах и на севере Балкан. Встречается в долинах на высоте до 1900 м. В Берхтесгаденских Альпах поднимается на высоту 1560 м. В Германии произрастает только в Баварии. Для Альп Алльгау не является типичным. Более распространён в Австрии, за исключением Вены и Бургенланда. В Словении встречается в Юлийских Альпах вокруг Триглава.
В Швейцарии значения экологических показателей согласно Ландольту: влажность F = 2+ (свежий), освещенность L = 3 (полутенистый), реакция R = 4 (от нейтральной до щелочной), температура T = 3+ (субмонтан и верхний коллинеар), индекс питательности почв N = 3 (от умеренно бедных до умеренно богатых), континентальность K = 4 (субконтинентальный).
Кальцефил, предпочитающий кустарниковые склоны, светлые буковые и смешанные буковые леса, а также еловые леса и дубравы из дуба пушистого. Вид может подниматься до границы леса.
Морозник чёрный в основном встречается в растительных сообществах осоково-буковых лесов и других буковых лесах Восточных Альп, а также в ассоциации снежного вереско-соснового леса, где он связан с эрикой травянистой (Erica carnea), или в теплолюбивых смешанных дубовых лесах.

## Хозяйственное значение и применение

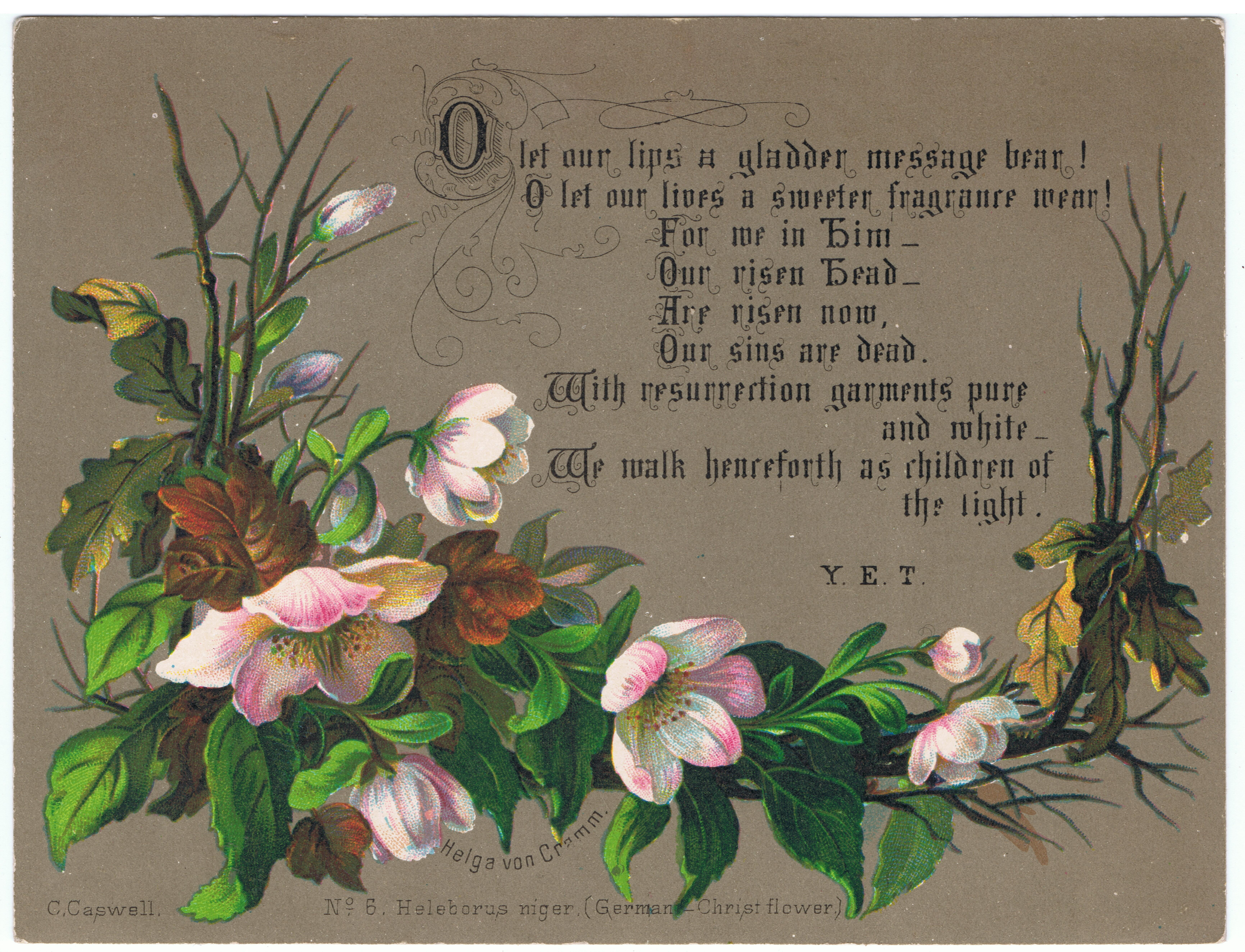
Heleborus niger, Крамм, Хельга фон, хромолитография, с молитвой, 1880

Широко выращивается в качестве декоративного растения в Европе и Северной Америке. Ценится за раннее весеннее цветение.
Стал выращиваться в среднеевропейских садах в XVI–XVII веке. Конрад Гесснер описал розовоцветковую форму в 1561 году. Ранняя интродукция также связана с тем, что это растение использовалось в траволечении. Особенно в 19 веке были созданы сорта, которые имели более крупные цветки и более обильное цветение, чем дикие виды.
Морозники с давних лет были спутниками рождества в Дании. Цветущие морозники украшали открытки, журналы, посуду, были мотивами первых почтово-благотворительных марок, изданных в начале прошлого столетия. Только с появлением начале прошлого столетия красных пуансетий в Дании морозники поделили пьедестал самого знаменитого рождественского цветка с этими растениями.
Морозник чёрный перечисляется в списке флоры декоративных растений Новогрудского повета от 1930 года, которые «хорошо растут в местных климатических условиях и выращиваются во многих садах» с пометкой для «кладбищ и венков». Но в настоящее время на территории Белоруссии морозник чёрный любители выращивают редко.

## Выращивание

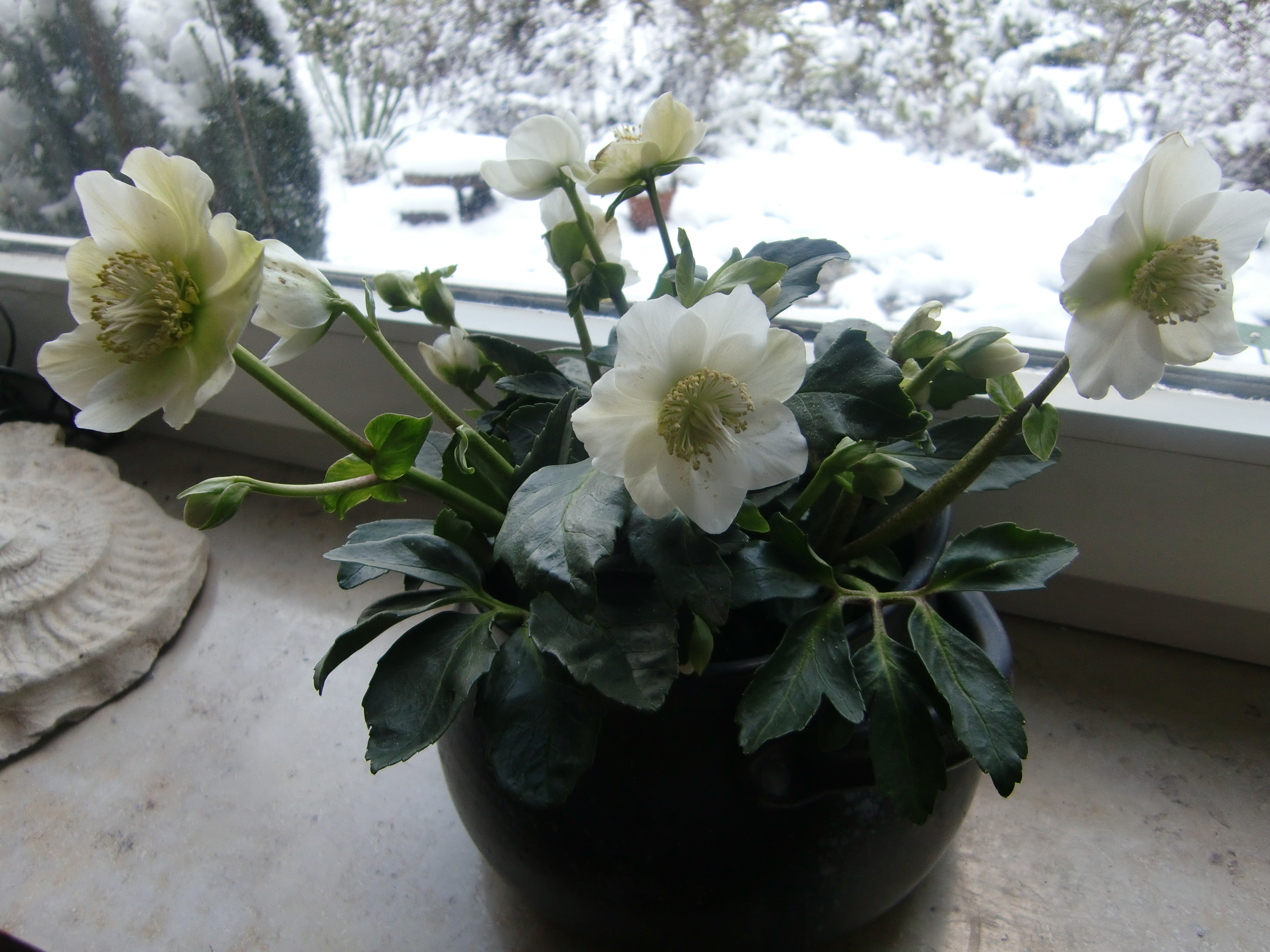
Морозник используют для выгонки, чтобы они гарантированно зацвели к моменту продажи. Морозник чёрный используют для декора помещения. При этом морозник не может выращиваться как комнатная культура, но может быть высажен весной в сад.

Растение является традиционным фаворитом в коттеджном саду, потому что оно цветет в разгар зимы. Доступны крупноцветковые сорта, а также сорта с розовыми и махровыми цветками. Морозник чёрный был удостоен награды За заслуги перед садом H4 (вынослив на Британских островах) Королевского садоводческого общества, как и один из его гибридов.
Морозник не очень просто выращивать в культуре. Поскольку этот многолетник растёт медленно и образует красивые густые куртины только через несколько лет, рекомендуется тщательно выбирать место для его посадки, предпочтительно на опушке леса в каменистых садах. Ему не подходит кислая почва, как и плохие, сухие условия и полное солнце. Предпочтительна влажная, богатая гумусом, щелочная почва в ажурной тени. Для улучшения тяжелых глинистых или легких песчаных почв можно закапывать в посадочную яму листовой перегной; для раскисления почвы добавляют известь.
Растение следует высаживать в защищенном от ветра месте. Норма высадки — восемь растений на квадратный метр.

### Сорта
С 1950-х годов одним из самых известных сортов был 'Potter's Wheel'. Он возник из самосева, подаренного майором Г. Х. Тристрамом из Даллингтона, Сассекс, разводчице Хильде Дэвенпорт-Джонс, владелице питомника в соседнем Уошфилде, графство Кент. Саженец оказался исключительно крупноцветковым, но он был слишком медленным, чтобы быстро «набирать массу», поэтому она размножила его как тщательно отобранный однородный сорт семян, а не как культивар, размножаемый вегетативно.
- 'Potter's Wheel'
- 'Marion' — махровый цветок; есть и другие безымянные махровые сорта,
- 'Praecox' — раннее цветение[20].

### Гибриды
Питомники в течение многих лет пытались скрестить H. niger с H. orientalis (морозник восточный) для получения H. × hybridus, чтобы расширить доступную цветовую гамму. В прошлом объявлялось о возможных гибридах, но они были опровергнуты, но в последние годы были подтверждены два скрещивания. 'Snow Queen' — растение с белыми цветками, спонтанно выросло в Японии в конце 1990-х годов, но внешне не сильно отличается от типичного H. niger. Выведенный в 2000 году селекционером Дэвидом Тристрамом (чей отец подарил первый Potter's Wheel' питомнику Washfield), морозник Walberton's Rosemary имеет розовые цветки, чрезвычайно обильно обильно цветет и, по-видимому, занимает промежуточное положение между своими родителями по многим другим характеристикам.
Helleborus niger оказалось легче скрещивать с другими видами морозников. Скрещивания между ним и H. argutifolius (ранее известным как Helleborus corsicus) называются H. × nigercors. Гибрид, впервые полученный в 1931 году, представляет собой большое крепкое растение с белыми цветами, переливающимися зелёным цветом; они считаются лучшими из всех морозников для срезки. Он был награжден AGM H4. Доступны растения с махровыми цветками.

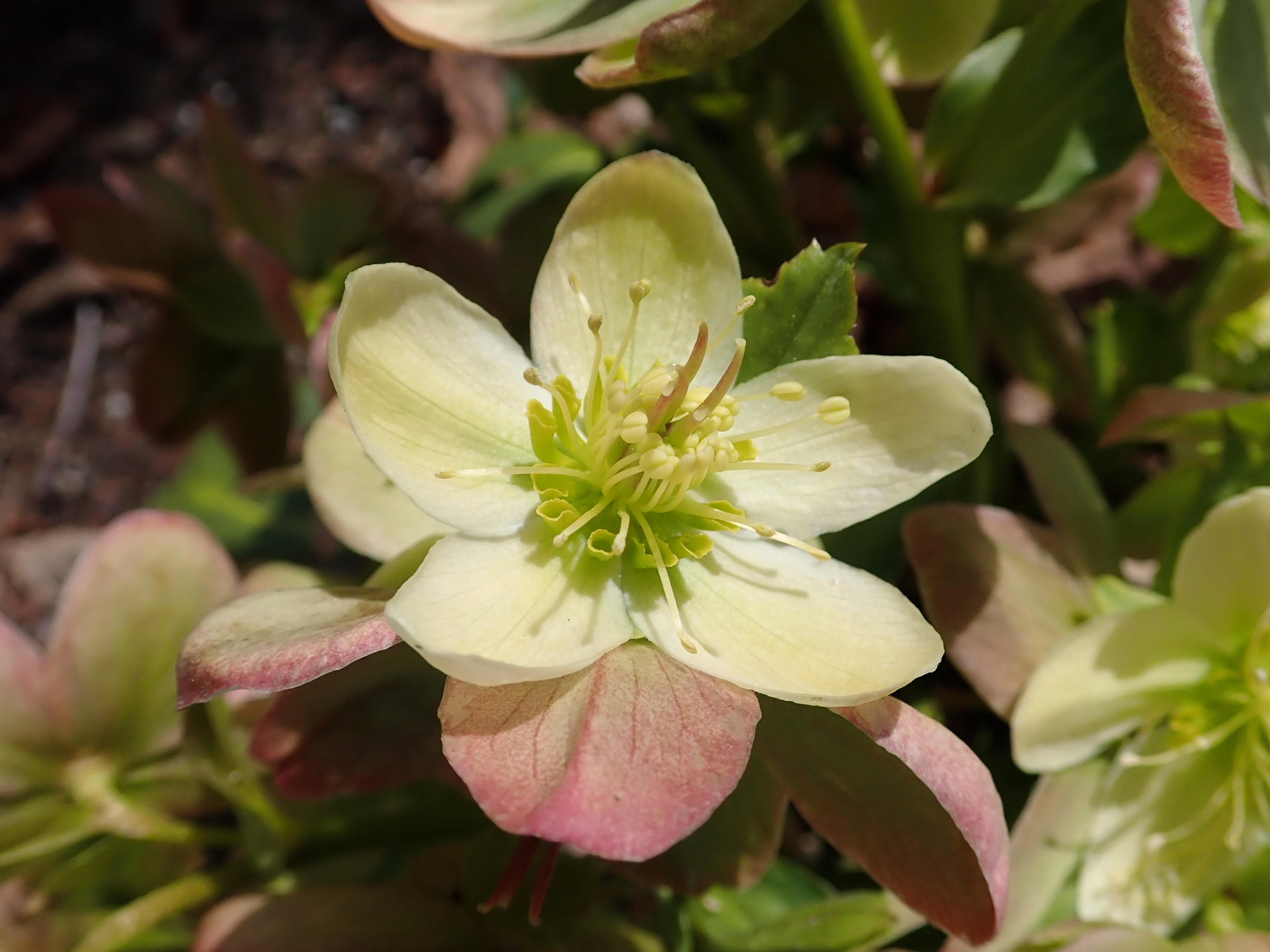
H. × nigercors 'Chrystal Love'
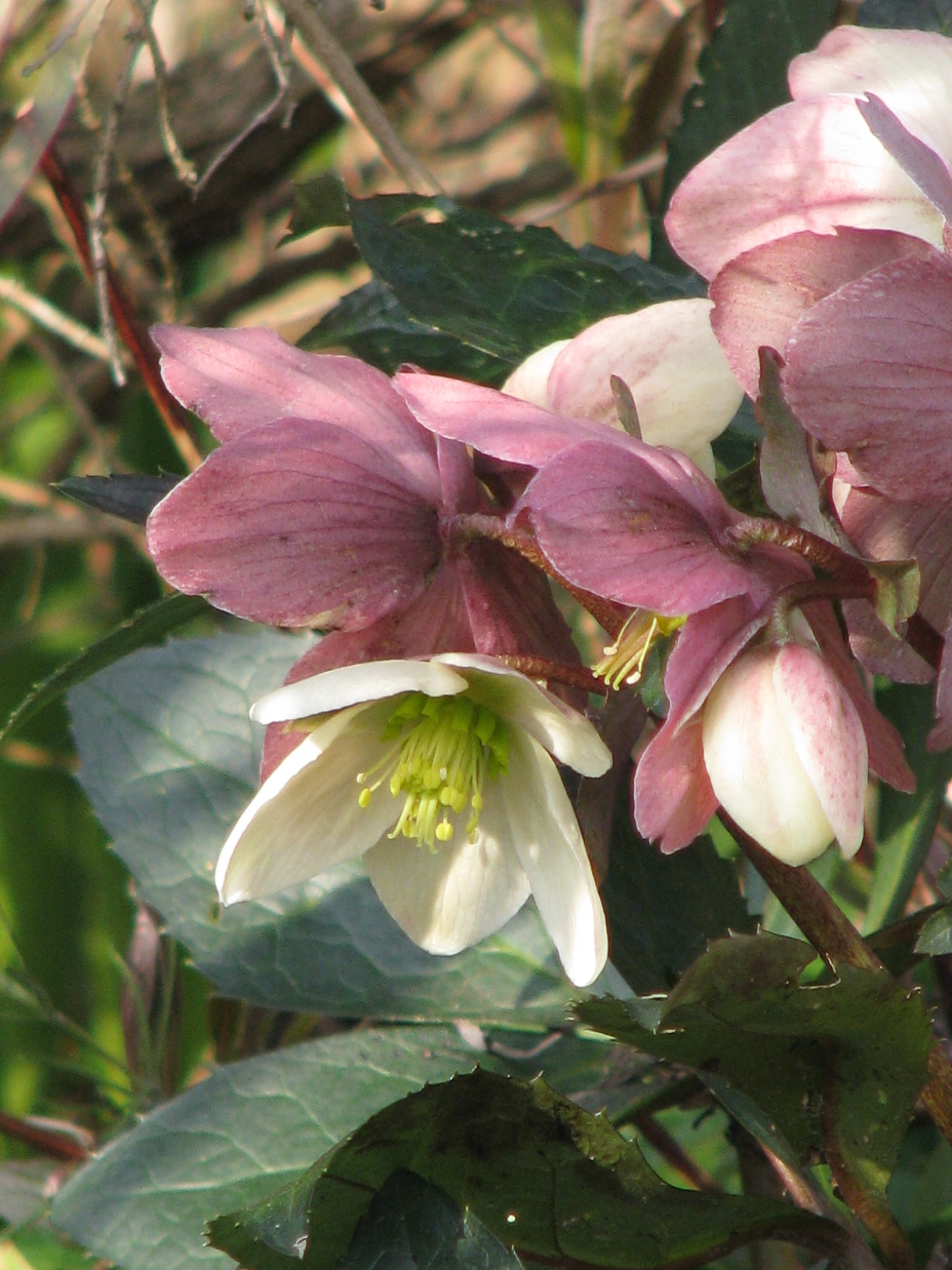
H. × nigercors 'Emma'
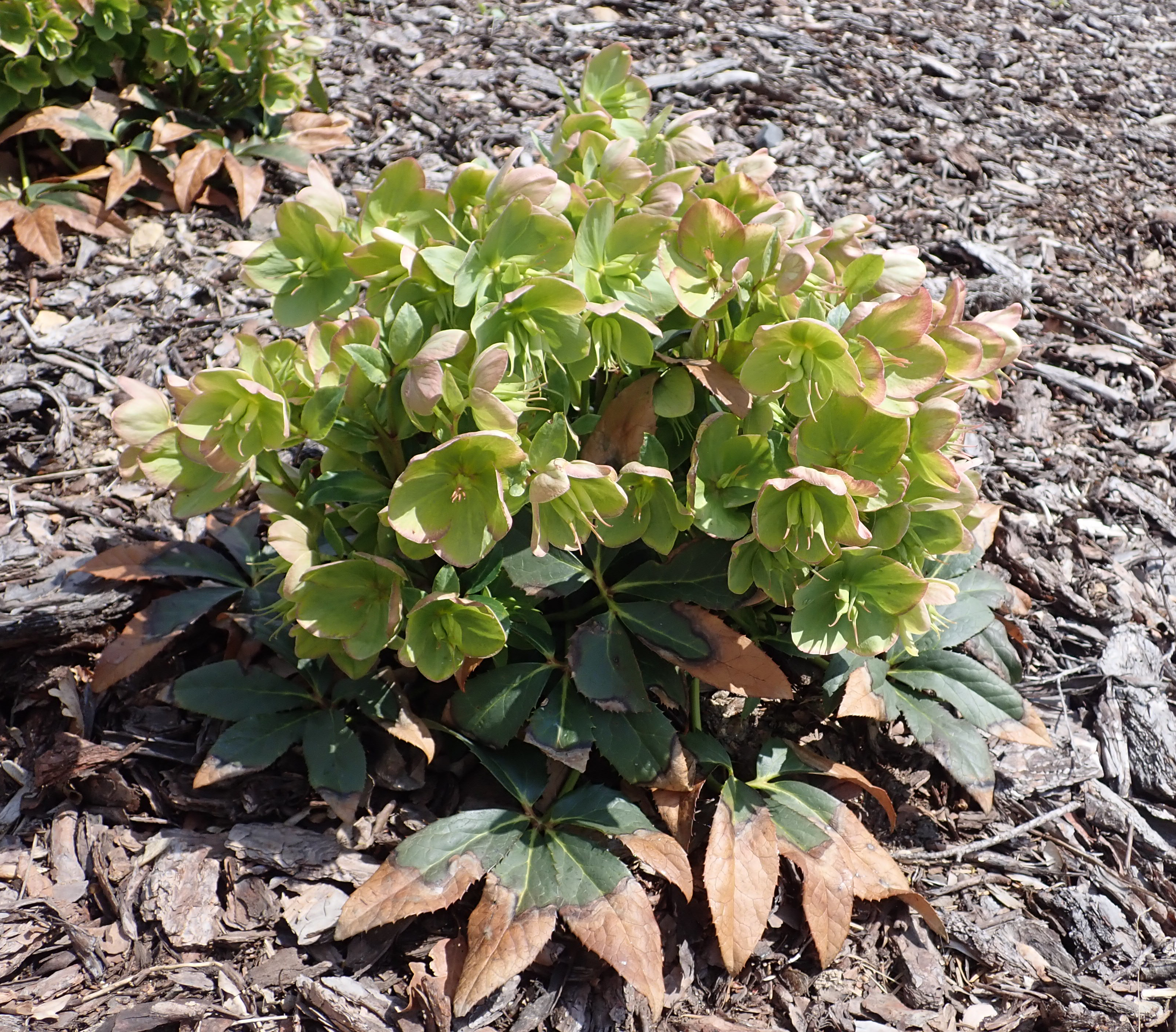
H. × nigercors 'Ice Breaker Fancy'
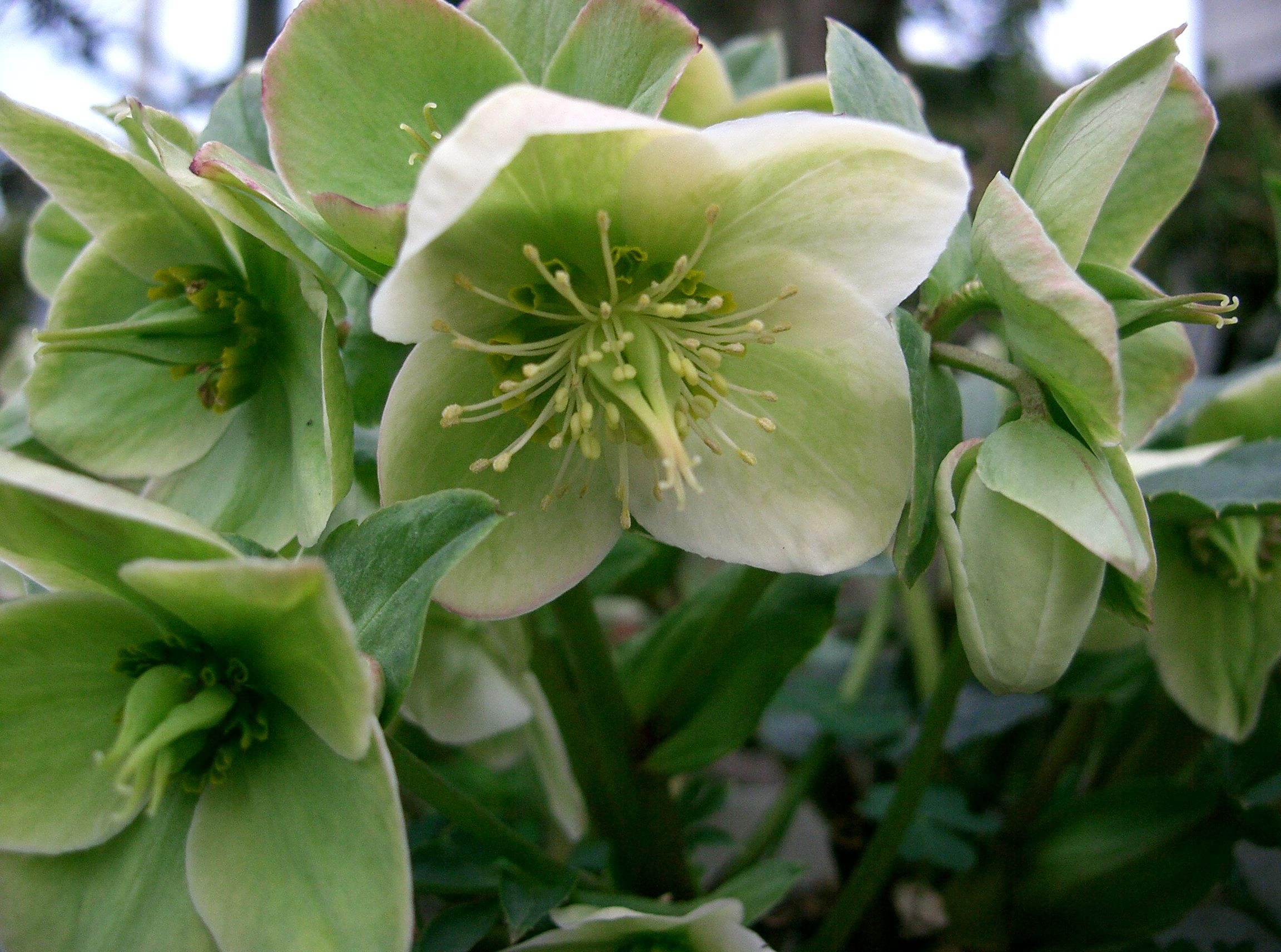
H. × nigercors 'Valentine Green'

Гибриды между H. niger и H. × sternii (это в свою очередь гибрид между H. argutifolius и H. lividus) первоначально назывались H. × nigristern, но это название было изменено на H. × ericsmithii в память о растениеводе, который сделал скрещивание в 1960-х годах и представил его в 1972 году через питомник The Plantsmen. В лучшем случае гибриды сочетают в себе морозостойкость H. niger и H. argutifolius, крупные цветы H. niger, а также окраску листьев и цветков H. lividus. Доступны такие культивары, 'Bob's Best', 'HGC Silvermoon', 'Ruby Glow' и 'Winter Moonbeam'.

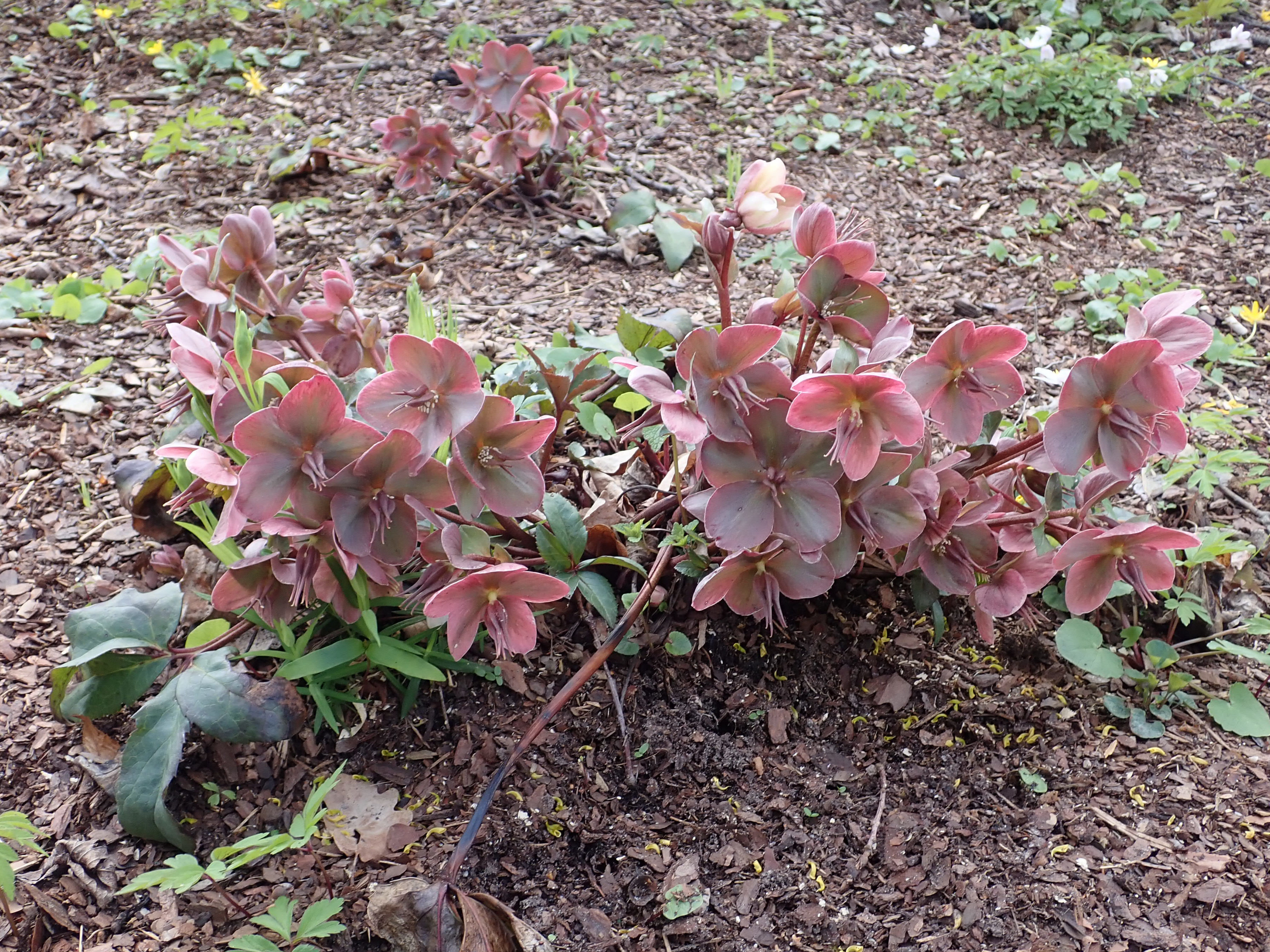
H. × ericsmithii 'Angel Glow'
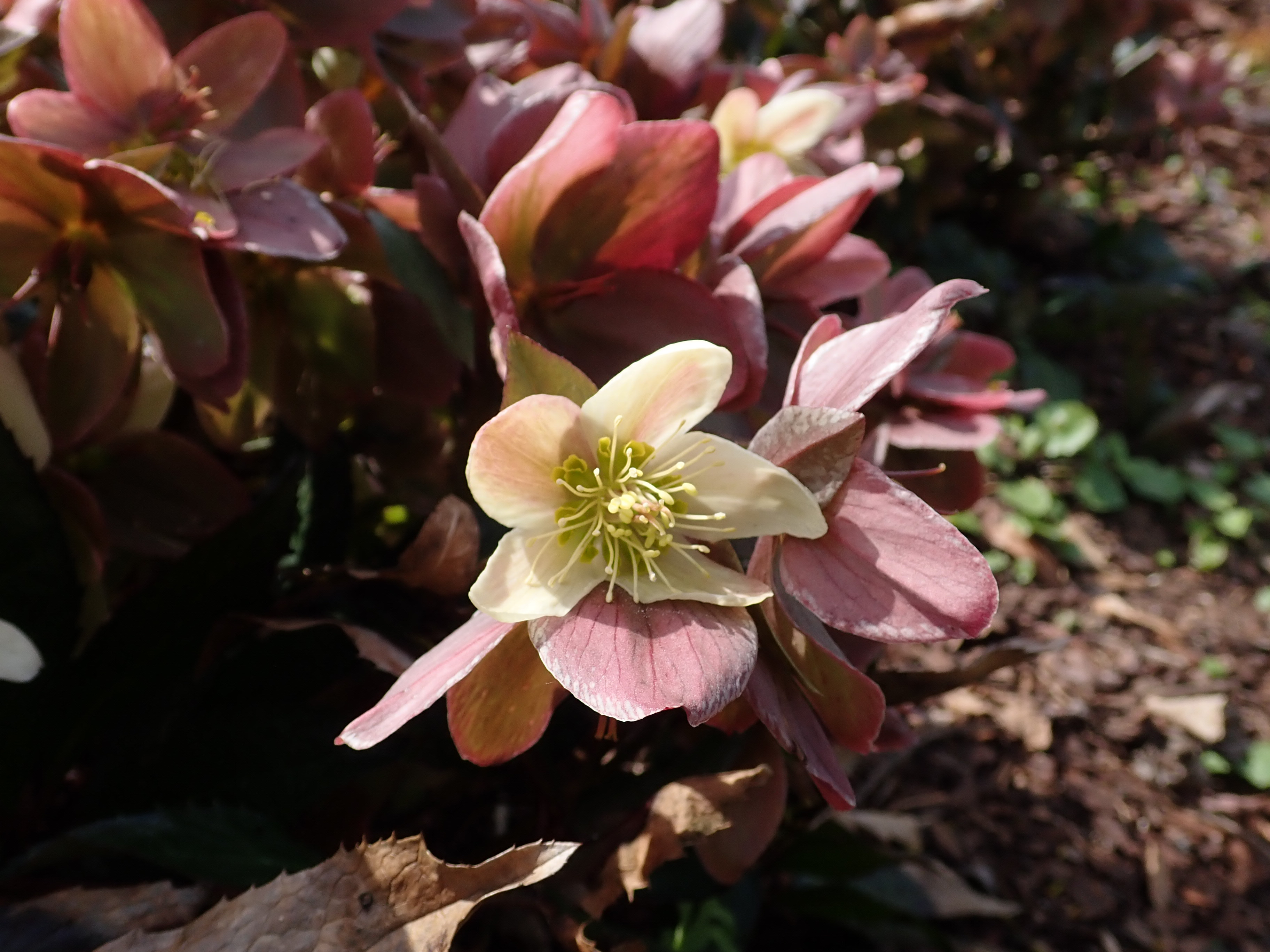
H. × ericsmithii 'Candy Love'
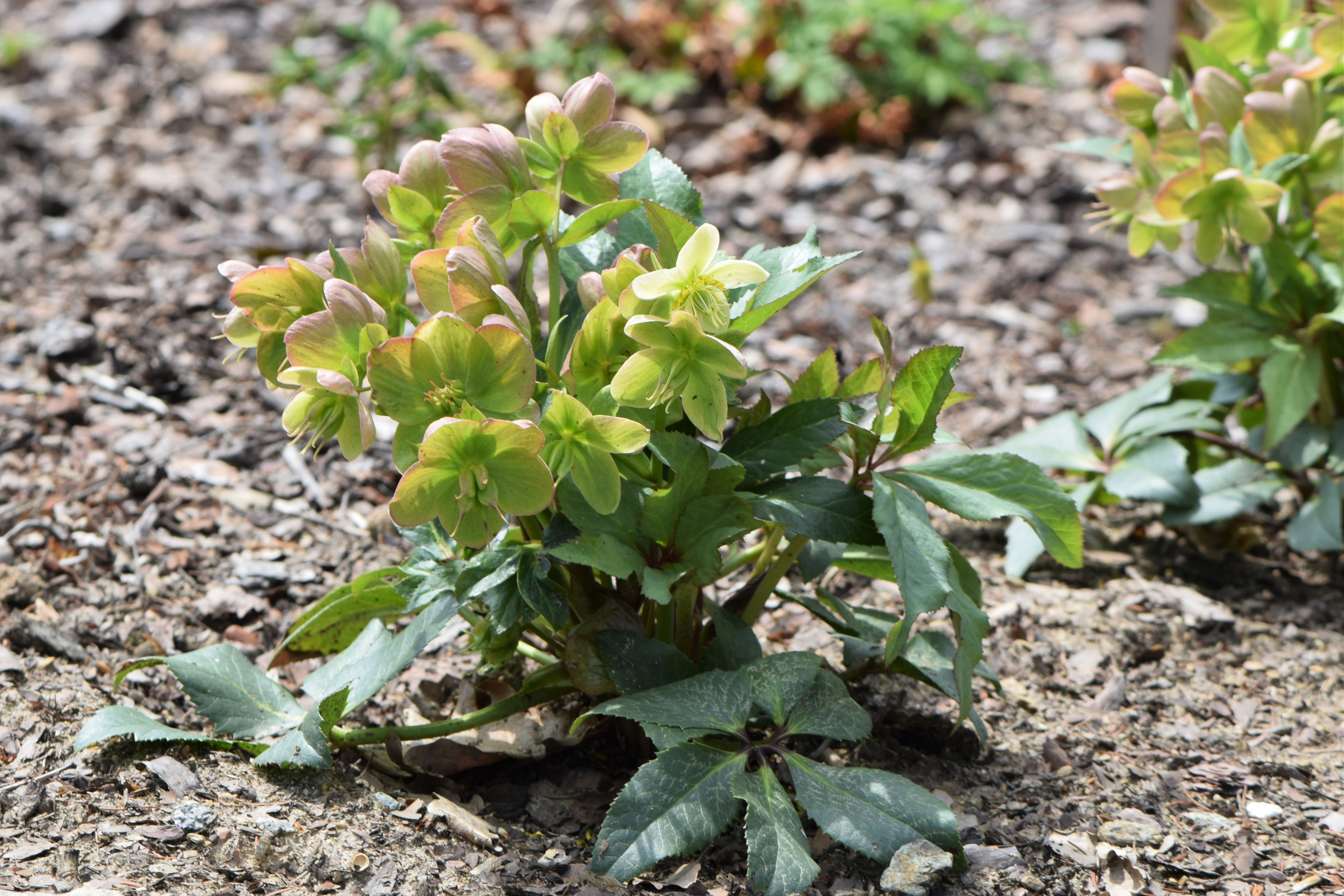
H. × ericsmithii 'HGC 'Malory'
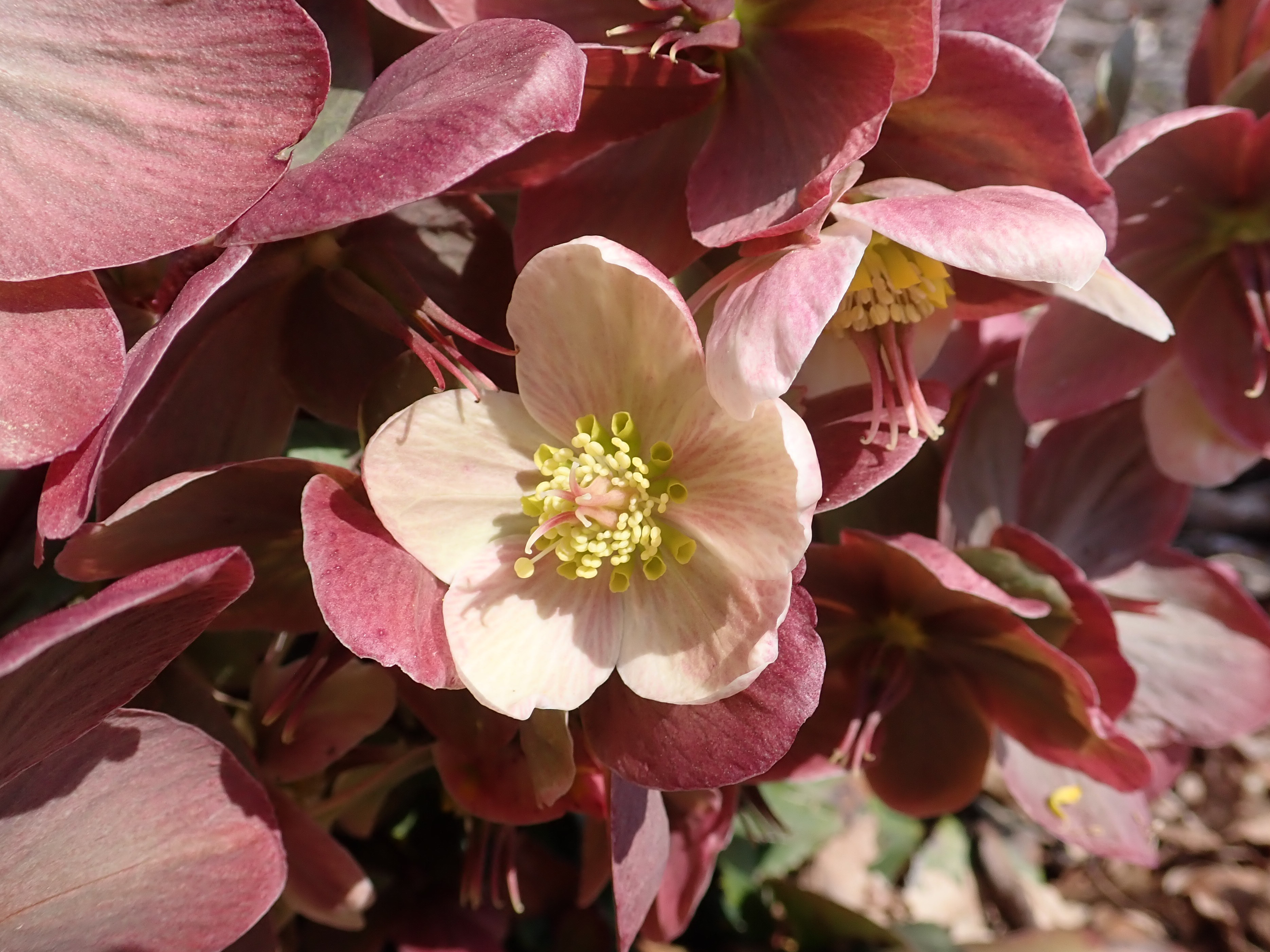
H. × ericsmithii 'Pink Frost'

Helleborus niger также был скрещен с H. lividus; гибрид был неофициально известен как H. × nigriliv, но его правильное название H. × ballardiae, в честь Хелен Баллард, садоводу, которая впервые сделала скрещивание в начале 1970-х годов.

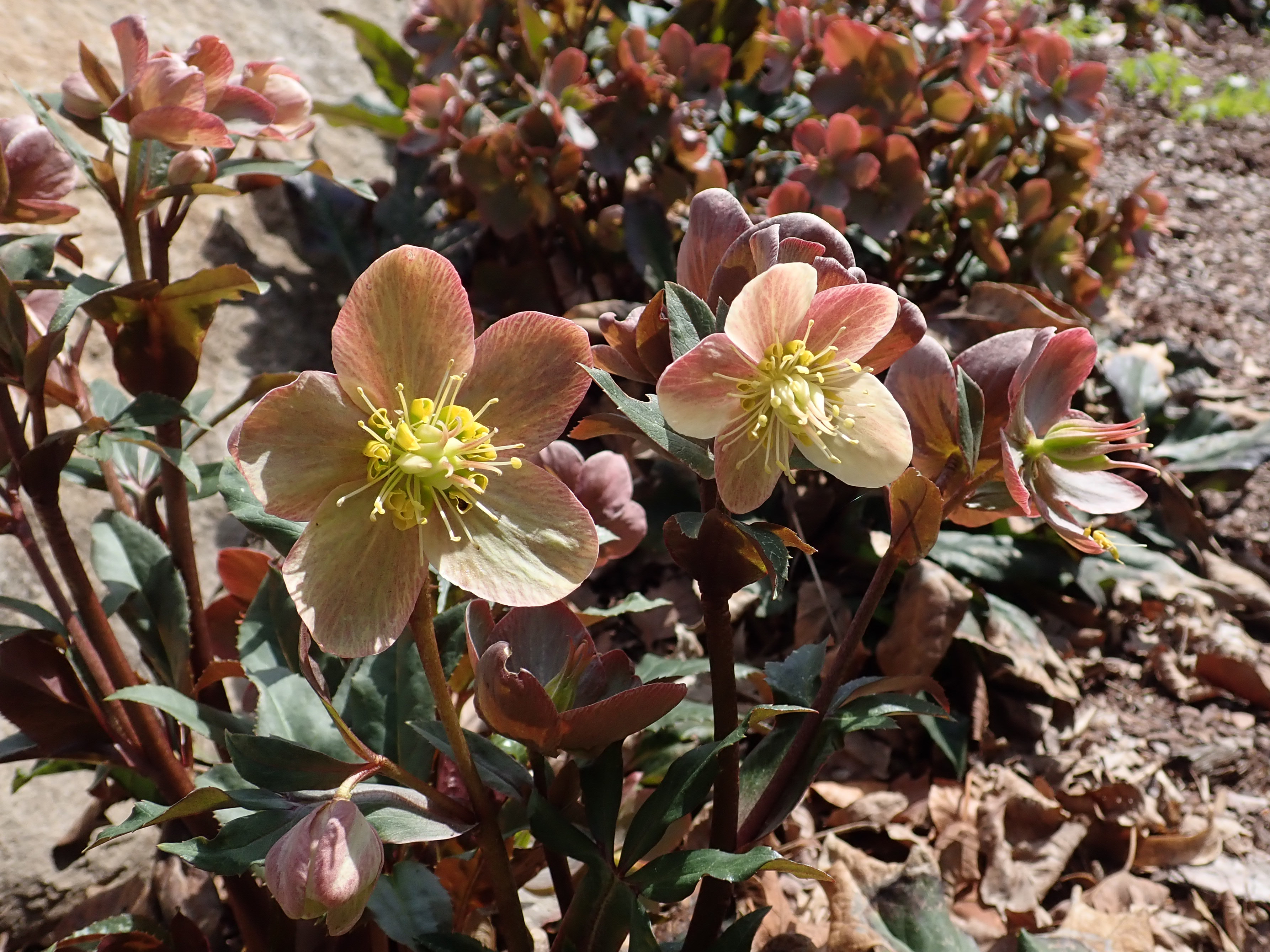
H. × ballardiae 'Camelot'
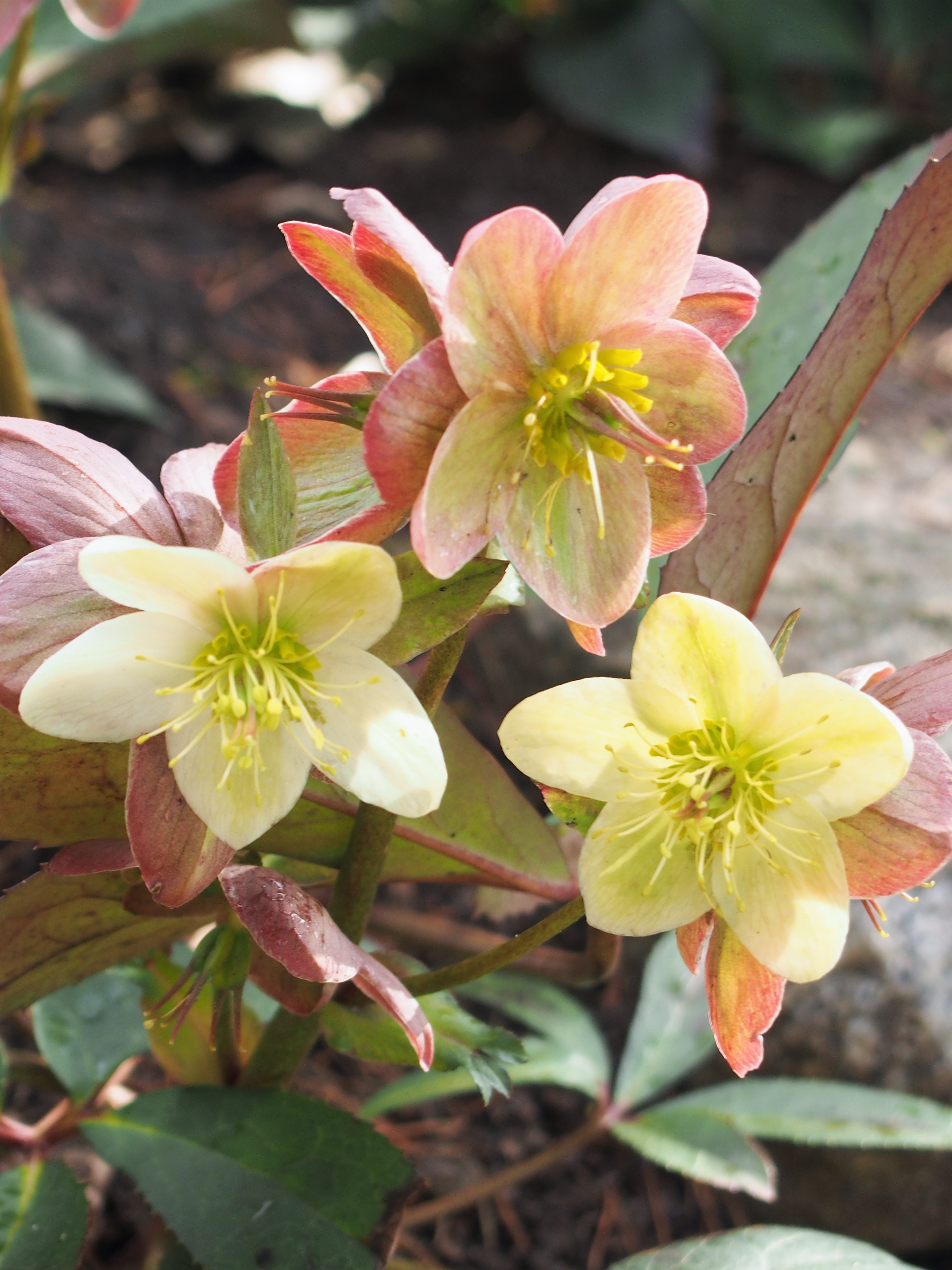
H. × ballardiae 'Candy Love'
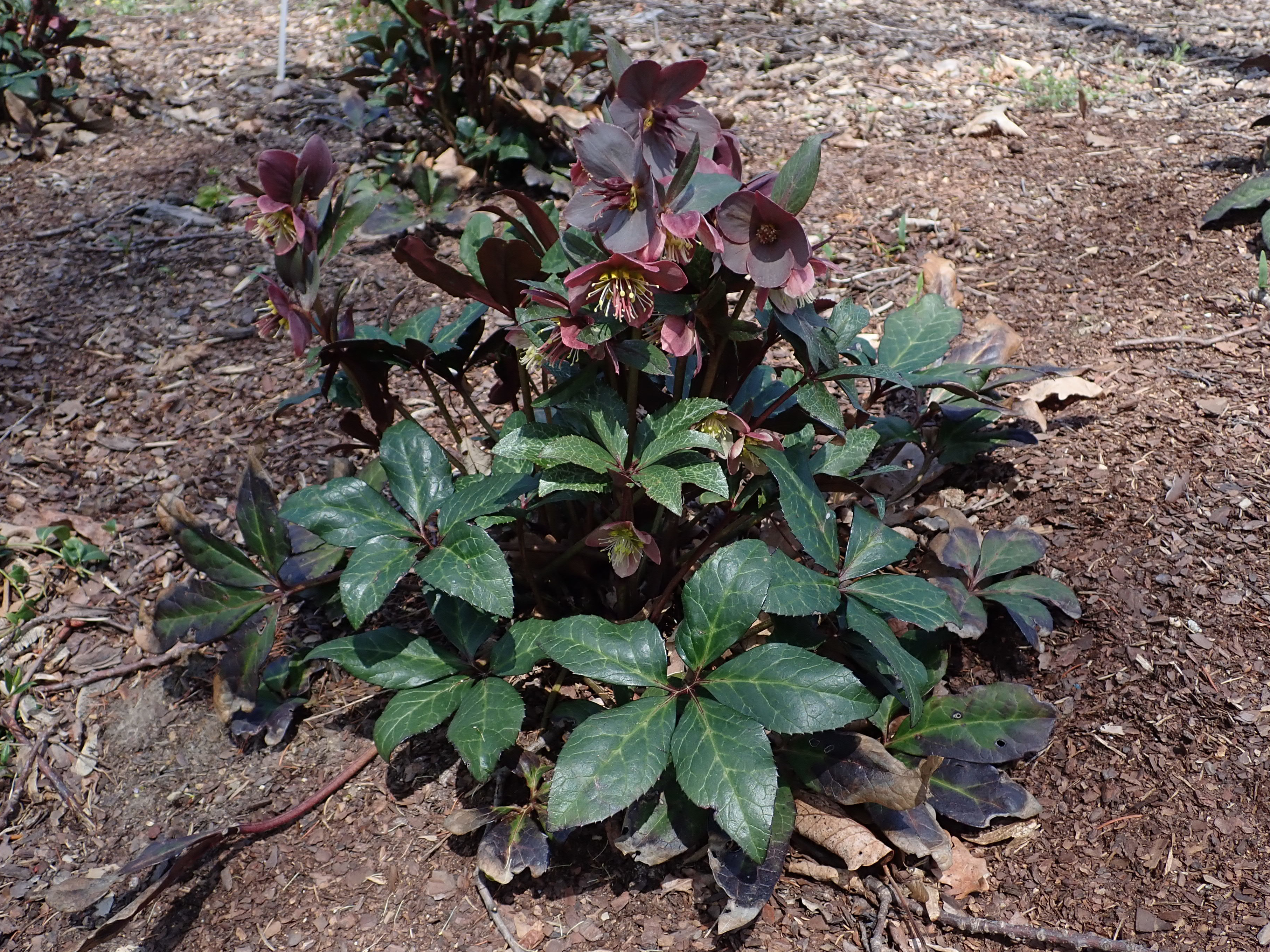
H. × ballardiae 'Merlin'
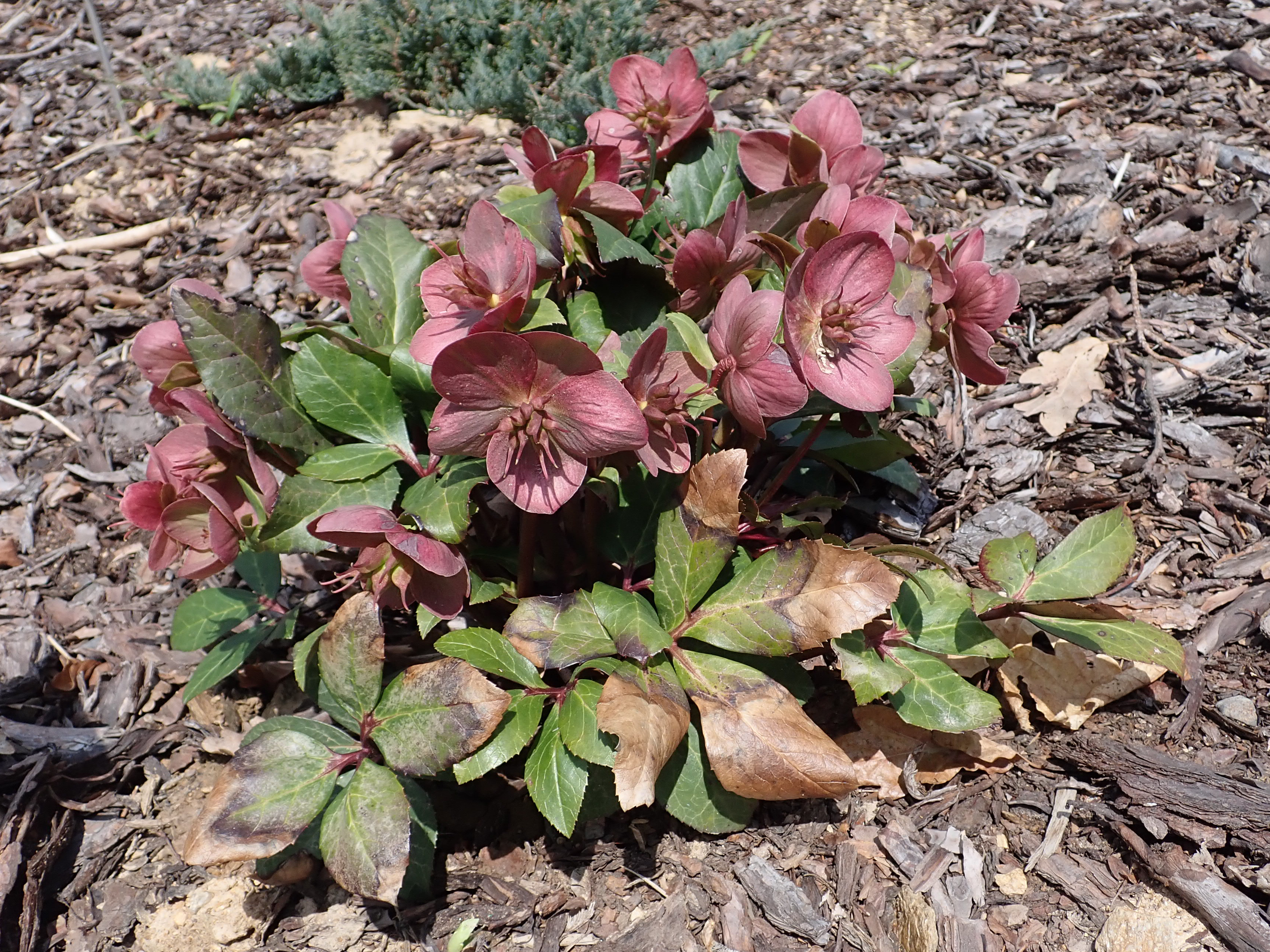
H. × ballardiae 'Snow Dance'

## Таксономия
Морозник чёрный был описан Карлом Линнеем в первом томе его книги Species Plantarum в 1753 году. Существует два подвида:
- Helleborus niger subsp. macranthus (Freyn) Schiffn.[28] — с более крупными цветками (до 9 см в диаметре),
- Helleborus niger subsp. niger[29].

В дикой природе H. niger subsp. niger обычно встречается в горных районах Швейцарии, южной Германии, Австрии, Словении, Хорватии и северной Италии. H. niger subsp. macranthus встречается только в северной Италии и, возможно, в прилегающих частях Словении.
|  |                                      |  |                                                         |                                                         |                     |  | ещё 6 семейств, в том числе Луносемянниковые и Маковые (согласно Системе APG III) | ещё 6 семейств, в том числе Луносемянниковые и Маковые (согласно Системе APG III) |                     |  |  |  | ещё около 15 видов |
|  |                                      |  |                                                         |                                                         |                     |  | ещё 6 семейств, в том числе Луносемянниковые и Маковые (согласно Системе APG III) | ещё 6 семейств, в том числе Луносемянниковые и Маковые (согласно Системе APG III) |                     |  |  |  | ещё около 15 видов |
|  |                                      |  |                                                         | порядок Лютикоцветные                                   |                     |  |                                                                                   |                                                                                   | род Морозник        |  |  |  |                    |
|  |                                      |  |                                                         | порядок Лютикоцветные                                   |                     |  |                                                                                   |                                                                                   | род Морозник        |  |  |  |                    |
|  | отдел Цветковые, или Покрытосеменные |  |                                                         |                                                         | семейство Лютиковые |  |                                                                                   |                                                                                   | вид Морозник чёрный |  |  |  |                    |
|  | отдел Цветковые, или Покрытосеменные |  |                                                         |                                                         | семейство Лютиковые |  |                                                                                   |                                                                                   |                     |  |  |  |                    |
|  |                                      |  | ещё 58 порядков цветковых растений (по Системе APG III) | ещё 58 порядков цветковых растений (по Системе APG III) |                     |  |                                                                                   | ещё около 60 родов                                                                | ещё около 60 родов  |  |  |  |                    |
|  |                                      |  |                                                         | ещё 58 порядков цветковых растений (по Системе APG III) |                     |  |                                                                                   |                                                                                   | ещё около 60 родов  |  |  |  |                    |

### Синонимы
- Helleborus altifolius Rchb., 1832
- Helleborus grandiflorus Salisb., 1796
- Helleborus macranthus Freyn, 1881
- Helleborus niger var. humilifolius Hayne, 1805